# Logouixka
Logouixka (en rus: Логоушка) és un poble de l'óblast de Kurgan, a Rússia, que en el cens del 2010 tenia 420 habitants. Pertany al districte de Ketovo.